# Kazuma Kamachi
Kazuma Kamachi (鎌池 和馬) est un auteur de light novel principalement connu pour son titre Toaru majutsu no Index, publié depuis avril 2004.

## Œuvres

### Light novel
- avril 2004 - en cours : To aru majutsu no Index (scénariste)
- juin 2006[1] : Une histoire courte collaborative sur Bokusatsu tenshi Dokuro-chan, parue dans un recueil sous le titre "Bokusatsu tenshi Dokuro-chan desu"  (ISBN 4-8402-3443-4)
- octobre 2009 - en cours : Heavy Object (scénariste)

### Manga
- avril 2007 - en cours : To aru kagaku no Railgun (scénariste)
- mai 2007 - en cours : To aru majutsu no Index (scénariste)

## Récompenses
Kazuma Kamachi a remporté le prix "Meilleur light lovel" pour To aru majutsu no Index lors de l'édition 2011 de Kono light novel ga sugoi!.